# 大田国際博覧会
大田国際博覧会（テジョンこくさいはくらんかい, The Taejon International Exposition, Expo'93）は、1993年8月7日から11月7日まで、大韓民国の大田直轄市（現：大田広域市）儒城区で開催された国際博覧会（万博。国際博覧会条約における特別博覧会）である。この項目のタイトルである「大田国際博覧会」の呼称は、日本館の出展を担当した日本貿易振興会（現：日本貿易振興機構）の報告書などが使用したもので、韓国内での正式名称は「大田世界博覧会」(ハングル: 대전 세계 박람회）である。「大田エキスポ」(ハングル: 대전 엑스포）の略称も使用されることが多い。

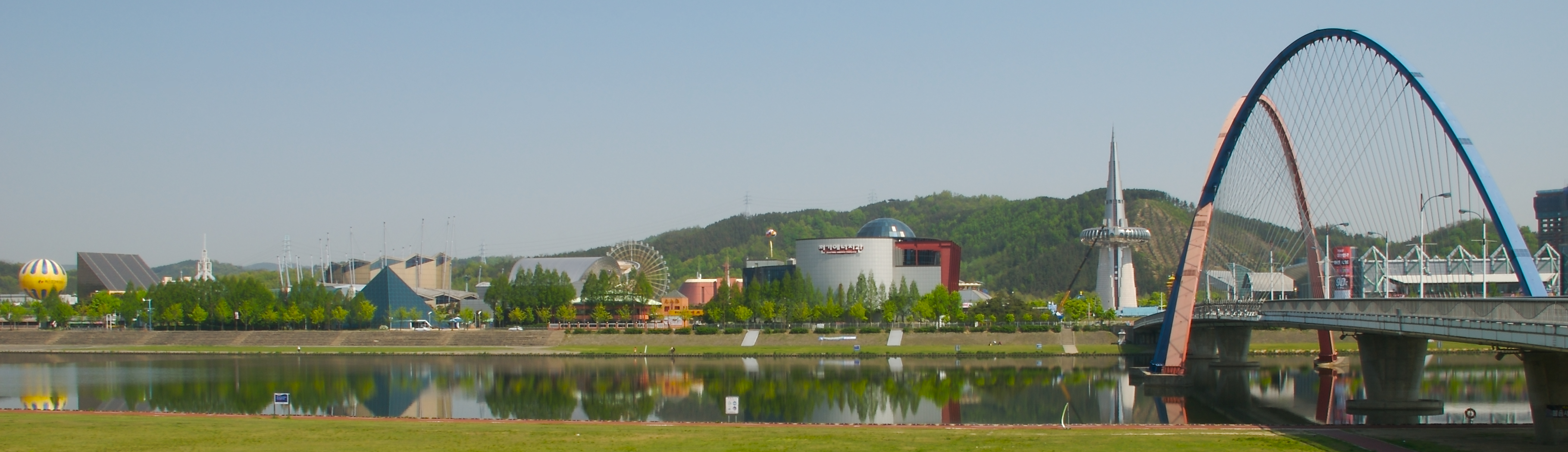
エキスポ科学公園と甲川（カプチョン）にかかる橋（2007年）

## 概要
韓国初の国際博覧会（万博）で、1988年ソウルオリンピックに次ぐ国際的イベントとして計画された。当初は「国際貿易産業博覧会」として、1991年の開催を目指していたが、準備期間が限られていたことや、財界筋には過重な財政負担を忌避する空気もあった。一方、博覧会国際事務局（BIE）は、1988年5月の第103回総会で、国際博覧会条約の改正に関する議定書案を採択し（発効は1996年）、1995～2000年の国際博覧会は、特殊な小規模国際博覧会を除き、当分は新たな博覧会の登録申請を凍結することになった。こうした状況を受けて、韓国は博覧会の開催年を1993年とし、開催期間を3ヵ月とするなど、改正後の条約における「認定博覧会」の要素を持った計画になった。もっとも、当時は条約の批准期間中だったので、改正前の「特別博覧会」になった。
1989年2月14日に韓国政府が博覧会開催の最終方針を決定し、同年3月6日に財団法人国際貿易産業博覧会組織委員会（のちに「大田世界博覧会組織委員会」に改称）の設立、同年9月19日にBIEへの開催申請。1990年6月14日にBIEの第107回総会で開催登録を承認、1991年4月12日に会場建設工事の着工式が行われるなど、急ピッチで準備が進められた。
大田世界博覧会組織委員長を務めた呉明（オ・ミョン）は、韓国政府の逓信部で次官（1981～87年）、長官（1987～88年）を務め、通信分野の組織改革と研究開発、1988年ソウルオリンピックの報道システム構築を主導した人物である。呉は、大田万博の開催意義について、「この博覧会は、単に製品を展示するのではなく、先端技術の開発および習得の場として位置づけられよう。とくに前途ある若者たちにあらかじめ西暦二〇〇〇年代の社会の姿を示すことで、未来社会に対する希望と夢を植えつけるということに、より大きな意味がある」「韓国の産業技術は、この博覧会を契機に一次元高い段階に飛躍することができ、経済も新たな活路を切り開くことになるだろう」と述べていた。
韓国が万博に初参加したのは、1893年のシカゴ万博だったが、それからちょうど100年後に自国開催となった。
会場が配置された大徳（テドク）科学研究団地は、1974年から整備が進められ、国立の科学技術研究機関や、韓国の有力企業による研究所、韓国科学技術院（KAIST）などの大学が多数存在している。韓国政府は、一極集中による過密化が進行したソウル首都圏から都市機能の分散を図り、今後の科学技術開発の中核とするために、ナショナルプロジェクトとして新たな都市造りを進めていた。1985年に開催された国際科学技術博覧会と筑波研究学園都市の関係を参考にして計画された。
公式参加国108、国際機関33、韓国の15市・道、公的機関（公社など）8、韓国企業18が参加した。博覧会の総入場者数は1400万5808人で、目標だった1千万人を40％も上回った。会場建設、運営などの支出4225億ウォンに対して、国庫支援、入場料などの収入4479億ウォンで、差し引き254億ウォンの黒字だった。大田市周辺では、道路などの交通、通信網などの整備が進み、これらの都市開発は約10年間分に相当するとされた。
前述したように、当時は国際博覧会条約改正案を各国政府が批准する手続き中だったが、改正後における万博の分類「認定博覧会」と同様に、会場面積は25ヘクタール（ha）とするというのが、大田万博主催者の建前だった。しかし実際には、東側の国際展示区域だけで24.9ha、西側の常設展示区域25.1haを合わせると、展示区域の面積は50ha、支援施設区域40.1haまで含めれば会場総面積は約90haだった。日本館総合プロデューサーだった平野繁臣は「建前上の国際博会場は、中央広場の東側の国際展示区域のみであり、西側はサイエンス・パークとして国際博の閉幕後もそのまま継続される常設展示区域であって、大田世界博の会期中はそれがたまたま一体的に運営されているのだという論理には釈然としないものがあり、いささか後味が悪い印象を抱いた人も多かったようである」と述べていた。一方で、参加者1カ国あたりの展示場面積の上限を1千平方メートル（㎡）とする、改正条約における認定博の原則は、大田万博も採用し、最大の外国パビリオンでも972㎡だった。「その一方で常設展示区域に軒を並べる韓国内の優良企業のパビリオン群は博覧会の終了後も常設展示館として残されるということもあって、ユニークなデザインの大型パビリオンを出展し、館内ではテーマと関連の薄い一般大衆受けのするアトラクティブなショウを繰り広げていた」と平野は評していた。
会場跡地は、「エキスポ科学公園」になった。

## 基本データ
- メインテーマ：「新しい跳躍への道（새로운 도약에의 길、The Challenge of a New Road to Development)」
- サブテーマ：「伝統技術と現代科学の調和（전통기술과 현대과학의 조화、Traditional and Modern Science and Technology for the Developing World）」、「資源の効率的利用と再活用（자원의 효율적 이용과 재활용、Towards an Improved Use and Recycling of Resources）」[12][13]

### 公式主題歌
公式主題歌:「그날은（その日は）」歌：コリアナ

## マスコット

### クムドリ（꿈돌이、Kumdori）

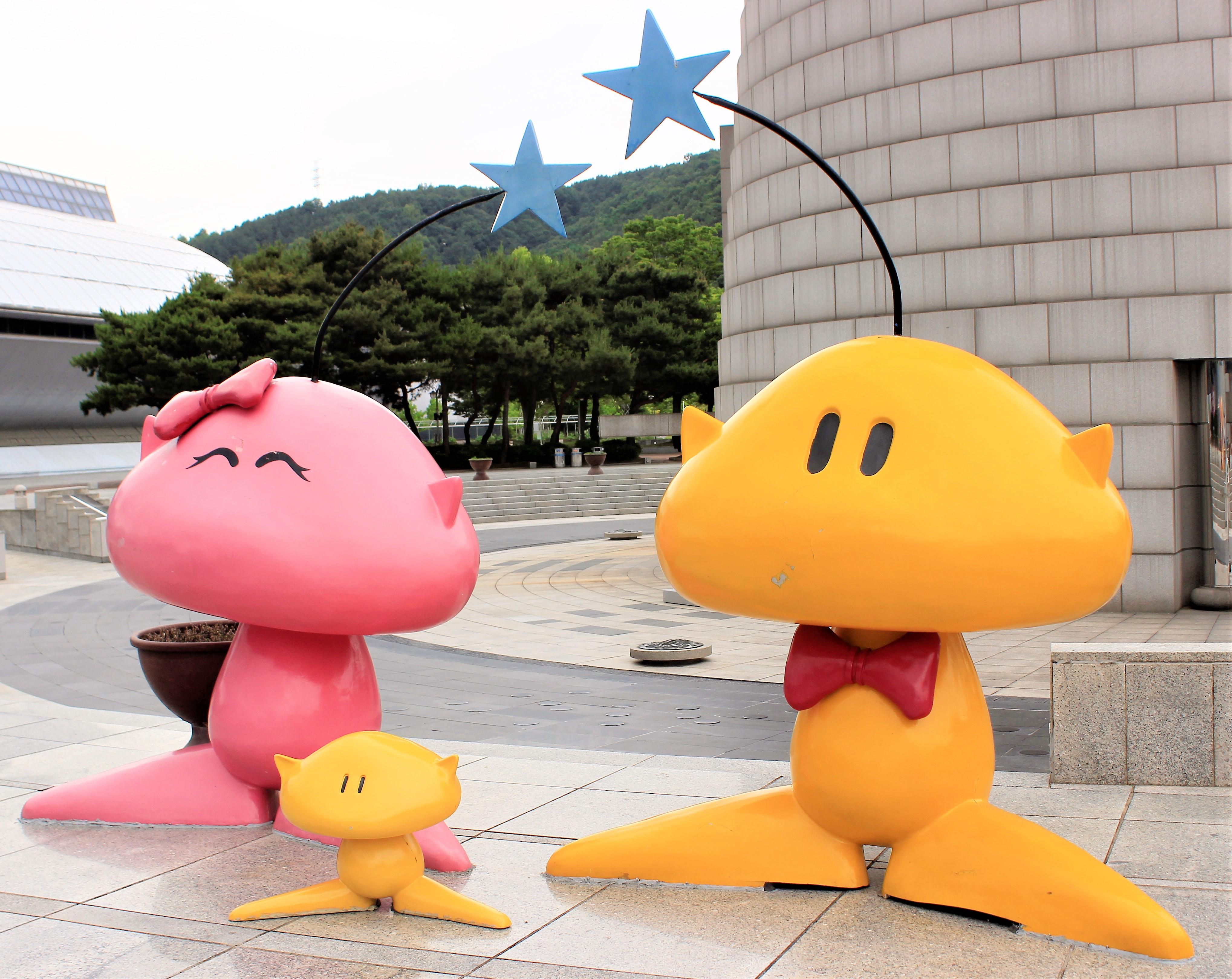
大田国際博覧会マスコット（左から）クムスニ、クムドリ

1988年ソウルオリンピックのマスコットのホドリの生みの親であるキム・ヒョン（김현）によって制作された。頭には青い星が付いており、キノコのような外見した、黄色い宇宙人の男の子。本来は腕と手はないが、広報アニメの作中では空中に浮かぶ手が登場した。また、テレビアニメ版クムドリの作中ではクムドリが体を筋肉化に変身する、この時に腕も発達する。また、正体はアルビレオにある架空の惑星のカムピラコ星のカムピラコ王国の王子である。

### その他のマスコット
- クムスニ（꿈순이）

頭には赤いリボンを付けている。頭には青い星が付いており、キノコのような外見した、ピンク色の宇宙人の女の子で、クムドリのガールフレンドである。本来は腕と手はないが、広報アニメの作中では空中に浮かぶ手が登場した。

### 広報アニメ
クムドリを主人公とした広報アニメも制作された。

### テレビアニメ
クムドリ（ハングル:꿈돌이、英:Twinkle The Dream Being）は、1992年12月5日から1993年9月23日にMBC系列において、同名でテレビアニメ化（日本では未放送）、大田国際博覧会の公式マスコットのクムドリを主人公にしたテレビアニメ。MBCプロダクション（現・MBC C&I）により製作された。全26話。

#### あらすじ
主人公のクムドリとクムドリの頭に付いている星の妖精のクムスニが宇宙人の子供たちの夢を願いを叶えくれ るために問題を解決する。しかし、ディパ魔女は嫉妬し、いつもマスコットなろうとし、子分の二人と、共謀して、問題を起こそうとするが、クムドリと星の妖精のクムスニよで、ディパ魔女の企みを阻止するか。

#### 登場人物
- クムドリ（声 - ソン・ドヨン、ソン・ユジン）

宇宙人の子供たちの夢を叶えるために現れる主人公である。頭には青い星の青い妖精が付いており、キノコのような形状した、黄色い宇宙人の男の子である。
- クムスニ[注釈 4]（声 - チョン・ミヨン）

クムドリの頭にいる青い星の妖精。また、クムドリが乗る星形の乗り物に変身できる。また、夢を叶えれる能力がある。
- ホラ妖精（声 - パク・ヨンヒ）

クムドリに胸にいる青い丸の妖精。また、ホラ妖精はクムドリの周りを回るとクムドリが飛べる事ができるである。
- ドルビ（声 - ホン・スンオク）

岩ような見た目の緑色の宇宙人。変身する能力がある。
- ディパ魔女（声 - ホン・スンオク）

暗い緑色の髪の悪い魔女。悪役である。
- ウォル (声 - イ・チョンヒョク）

ディパ魔女の子分である。
- トゥー （声 - キム・ドンヒョン）

ディパ魔女の子分である。
- その他（声 - イ・ソンホ）

### 博覧会終了後の活躍
現在は大田広域市のマスコットとなっている。

### 絵本
クムドリの冒険（クムドリのぼうけん、ハングル:꿈돌이 의 모험）は、2007年に大田広域市の公式マスコットのクムドリを主人公にした絵本である。

#### あらすじ
主人公のクムドリはガールフレンドのクムスニと両親と兄弟と弟のクムパリのガールフレンドのクムジャとともに、カラムピコ星のカラムピコ王国で平和に暮らしていたが、悪の軍団「ブラックホール軍団」が白鳥座X-1周りにある彗星「ブラックホール彗星」から「宇宙船」より襲来し、戦争を起こした。結果、王国は敗北し、カムピラコ星は侵略されてしまった。クムドリ城に居た、クムドリのガールフレンドのクムスニとクムドリの弟のクムパリのガールフレンドのクムジャ、クムドリの両親とクムドリの兄弟が逮捕され、辛うじてクムドリだけは宇宙船でカムピラコ星から脱出することができた。クムドリは地球時間から2002年の大田広域市に来た。しかし、ブラックホール軍団はクムドリを追って来た。果たしてクムドリはカムピラコ星を救えるだろうか。

#### 登場人物
- クムドリ

頭には青い星が付いており、キノコのような外見した、黄色い宇宙人の男の子で、主人公である。また、カムピラコ王国の王子である。
- クムスニ

頭には赤いリボンを付けている。頭には青い星が付いており、キノコのような形状した、ピンク色の宇宙人の女の子で、クムドリのガールフレンドである。
- クムスリ

クムドリの兄。頭には緑色の星が付いており、キノコのような外見した、緑色の宇宙人の男の子である。ガールフレンドなし。また、酒をよく飲む。
- クムパリ

クムドリの弟。頭には赤い星が付いており、キノコのような外見した、サングラスをしているオレンジ色の宇宙人の男の子である。また、クムドリよりも、性格は勇ましくて、ケンカをよくやる。
- クムジャ

頭には2つの赤いリボンを付けている。頭には赤い星が付いており、キノコのような外見した、オレンジ色の宇宙人の女の子で、クムパリのガールフレンドである。また、クムパリよりも、性格は勇ましい。
- 王

クムドリの父。王冠を被った、頭には青い星が付いており、キノコのような外見した、白い眉毛と白いヒゲを生やしている黄色い宇宙人の男性である。また、カムピラコ王国の王である。
- 女王

クムドリの母。ティアラを被った、頭にはオレンジ色の星が付いており、キノコのような外見した、ピンク色の宇宙人の女性である。また、カムピラコ王国の女王である。
- ブラックホール軍団
白鳥座X-1周りにある環境悪い彗星「ブラックホール彗星」に住み、他の星を侵略する宇宙人たちである。また、悪役である。なおクムドリの冒険の以降は、カムピラコ星の鉱石のカムピラコライトを狙っている。また、カムピラコ星を侵略する。

### 私の夢はライアン
2020年にカカオトークのカカオによる韓国ご当地キャラのカカオTVオリジナル番組で、出演。

## 日本館
日本の出展テーマは「共生の時代を拓く－人・自然・技術の共存を目指して」だった。形状記憶合金で造られた椿の花木。3人の陶工ロボットが置かれた、日本の標準的な陶磁器の窯元の作業場を再現したコーナー。盲導犬ロボット、極限作業ロボットなどが展示された。
陶工の展示コーナーについては、文禄・慶長の役における陶工の強制連行のイメージにつながって、韓国民の感情を逆なでするのではないかとの懸念が、計画の策定段階で相次いだ。総合プロデューサーの平野繁臣、通商産業省、日本貿易振興会は、韓国内の有識者と意見聴衆を実施した。韓国側の反応では、日本は陶磁器の技術を中国から韓国を経由して学んだことを、明確に表現している点は好感をもてる。陶磁器を展示素材に取り上げると、陶工の強制連行を思い出させ、日本に対する悪感情を誘発することにならないかという貴国内の意見は全くの杞憂である。韓国民は陶磁器の技術を日本に伝えたことに誇りを持っているなど、好意的な意見が相次いだ。
2台あった盲導犬ロボットのうち1台、椿の花などは、1994年の世界祝祭博覧会協会に売却された。陶工ロボットは、1996年の世界・焱の博覧会実行委員会に売却された。
平野繁臣の息子である平野暁臣は、「大田万博の会場で眼にした韓国民の表情をぼくはいまも忘れることができません。（中略）誇らしそうな表情で『よい冥土の土産ができた』と話してくれた老婆の笑顔を思い出します」と証言した。